# Большое разочарование
«Большо́е разочарова́ние» (англ. The Big Chill) — кинодрама американского режиссёра Лоуренса Кэздана с участием звёзд Голливуда. Фильм номинировался на «Оскар» в трёх номинациях. Известен также под названием «Большое несчастье», «Большой холод», «Большой озноб».

## Сюжет
После самоубийства Алекса Маршалла в доме Сары и Гарольда Купера, собираются их друзья-выпускники Мичиганского университета и остаются жить у Куперов. Сэм Вебер, телевизионный актёр; Мэг Джонс, некогда общественный защитник, а теперь адвокат по недвижимости; Майкл Голд, журналист журнала People; бывший психолог ток-радио Ник Карлтон, ветеран Вьетнама; и Карен Боуэн, нереализованная писательница, несчастная в браке с Ричардом, чопорным рекламщиком. Также присутствует Хлоя, девушка Алекса, с которой он живёт четыре месяца.
На следующий день, во время пробежки Гарольд, нарушая правила Комиссии по ценным бумагам и биржам США, рассказывает Нику, что крупная корпорация собирается купить его маленькую компанию, что сделает его богатым и утроит стоимость акций. Он рассказал Алексу, что даст ему возможность купить недвижимость в этом районе. Гарольд предлагает Нику использовать эту наводку, чтобы заняться новым видом деятельности. Во время их разговора выясняется, что у Сары и Алекса пять лет назад был короткий роман, о котором знали все друзья. Гарольд, Сара и Алекс пережили это, но Сара позже говорит Карен, что их роман повредил её дружбе с Алексом.

## В ролях
- Том Беренджер — Сэм Уэбер
- Кевин Клайн — Гарольд Купер
- Гленн Клоуз — Сара Купер, жена Гарольда
- Джефф Голдблюм — Майкл Голд
- Уильям Херт — Ник Карлтон
- Мэри Кей Плейс — Мег Джонс
- Мэг Тилли — Хлоя
- ДжоБет Уильямс — Карен Боуэнс
- Дон Гэлловэй — Ричард Боуэнс
- Джеймс Гиллис — священник
- Кен Плейс — полицейский Питер
- Джон Кэздан — сын Гарольда и Сары
- Джейк Кэздан
- Мюриэль Мур
- Мэг Кэздан
- Кевин Костнер — Алекс

## Съёмочная группа
- Режиссёр: Лоуренс Кэздан
- Сценаристы:
  - Лоуренс Кэздан
  - Барбара Бенедек
- Продюсер: Майкл Шамберг
- Оператор: Джон Бейли
- Монтажёр: Кэрол Литтлтон
- Художник: Айда Рэндом

В роли умершего Алекса снимался Кевин Костнер, но почти все кадры с его участием были вырезаны при монтаже: он появляется в начале картины в гробу.

## Восприятие
На сайте Rotten Tomatoes фильм имеет рейтинг 69 % основанный на 39 отзывах, со средней оценкой 6.2/10. Консенсус критиков гласит: «Фильм отражает растущую тоску поколения с потрясающим актёрским составом, горсткой проницательных моментов и одним из лучших саундтреков к фильмам десятилетия».
Винсент Кэнби из The New York Times пишет, что фильм является «очень совершенной, серьёзной комедией и необычайно удачным выбором для открытия Нью-Йоркского кинофестиваля, так как он представляет лучшее, что есть в американском мейнстриме».

## Призы и номинации

### Призы
- 1984 — Международный кинофестиваль в Торонто — премия «Выбор народа» (People Choice Award) — режиссёр Лоуренс Кэздан

1984 — Премия гильдии сценаристов Америки
- Лучший оригинальный сценарий — Лоуренс Кэздан, Барбара Бенедек

### Номинации
1984 — Премия «Оскар»
- Лучший фильм
- Лучший оригинальный сценарий — Лоуренс Кэздан, Барбара Бенедек
- Лучшая актриса второго плана — Гленн Клоуз

1984 — Премия «Золотой глобус»
- Лучший фильм в жанрах комедия или мюзикл
- Лучший сценарий — Лоуренс Кэздан, Барбара Бенедек

1985 — Премия BAFTA
- Лучший оригинальный сценарий — Лоуренс Кэздан, Барбара Бенедек

## Саундтрек к фильму
1. «You Can’t Always Get What You Want» (Авторы: Mick Jagger and Keith Richards, Исполнитель: «Роллинг стоунз»)
2. «(You Make Me Feel Like) A Natural Woman» (Авторы: Gerry Goffin, Carole King и Jerry Wexler, Исполнитель: Aretha Franklin)
3. «Good Lovin'» (Авторы: Rudy Clark и Arthur Resnick, Исполнитель: The Young Rascals)
4. «In the Midnight Hour» (Авторы: Wilson Pickett и Steve Cropper, Исполнитель: The Rascals)
5. «WHEN A MAN LOVES A WOMAN» (Авторы: Calvin H. Lewis и Andrew Wright, Исполнитель: Percy Sledge)
6. «WOULDN’T IT BE NICE» (Авторы: Tony Ascher and Brian Wilson, Исполнитель: The Beach Boys)
7. «QUICKSILVER GIRL» (Автор: Steve Miller, Исполнитель: the Steve Miller Band)
8. «THE WEIGHT» (Автор: Jaime Robbie Robertson, Исполнитель: The Band)
9. «BAD MOON RISING» (Авторы: John Fogerty (as John C. Fogerty), Исполнитель: Creedence Clearwater Revival)
10. «Gimme Some Lovin'» (Авторы: Stevie Winwood, Muff Winwood and Spencer Davis, Исполнитель: Spencer Davis Group)
11. «Tell Him» (Автор: Bert Russell, Исполнитель: The Exciters)
12. «Joy to the World» (Автор: Hoyt Axton, Исполнитель: Three Dog Night)
13. «Ain’tToo Proiud to Beg» (Авторы: Eddie Holland и Norman Whitfield, Исполнитель: The Temptations)
14. «My Girl» (Авторы: William Robinson Jr. и Ronald White, Исполнитель: The Temptations)
15. «I Second That Emotion» (Авторы: William Robinson Jr. и Alfred Cleveland, Исполнитель: Smokey Robinson и The Miracles)
16. «The Tracks of My Tears» (Авторы: Warren Moore, William Robinson Jr. and Marvin Tarplin, Исполнитель: The Miracles)
17. «I Heard It Through the Grapevine» (Авторы: Norman Whitfield и Barrett Strong, Исполнитель: Marvin Gaye)
18. «A Whiter Shade of Pale» (Авторы: Keith Reid и Гэри Брукер, Исполнитель: Procol Harum)